# Anne de Lacretelle
Pour les articles homonymes, voir Lacretelle.
Anne Marie Jeanne de Lacretelle, née à Paris le 9 juillet 1934, est une communicante et écrivaine française. Elle est la présidente-fondatrice du Prix Sévigné, créé en 1996 pour promouvoir la publication de correspondances. Elle est notamment connue pour son essai Tout un monde et sa biographie de La Comtesse d'Albany.

## Biographie

### Famille
Anne de Lacretelle naît le 9 juillet 1934 à Paris. Elle est la fille de Yolande Jacobé de Naurois (1912-1991) et de l'écrivain Jacques de Lacretelle, et l'arrière petite-fille de Pierre-Henri de Lacretelle, lui-même fils de Charles de Lacretelle et neveu de Pierre Louis de Lacretelle. Par sa mère, elle est aussi une descendante de Jean Racine,. Le 30 décembre 1960, elle épouse Antoine de Labriffe. Ils ont quatre enfants : Pierre-Arnaud (1961), Jérôme (1963), Hortense (1968) et Jean (1971),.

### Carrière littéraire
Parallèlement à sa carrière dans la communication, Anne de Lacretelle publie plusieurs ouvrages de littérature.
En 1987 paraît son premier roman, Encore une journée divine, une intrigue bâtie autour d'une histoire d'amour entre l'héroïne, Agnès, et son prétendant, Jean, qui s'entremêle avec la restauration et l'entretien d'un château ruineux : Villanges.

En 2008, elle publie aux Éditions du Rocher une biographie de la comtesse d'Albany, retraçant la vie d'une princesse allemande qui épouse à dix-huit ans, en 1772, le prétendant à la couronne d'Angleterre, Charles Édouard Stuart, alors connu sous le titre de comte d'Albany. Pour ce livre, elle obtient en 2009 la médaille de vermeil du prix d'Académie de l'Académie française.

En 1996, elle fonde le prix Sévigné, récompensant notamment les rééditions ou publications de correspondance.

Anne de Lacretelle rédige en 2019 un essai intitulé Tout un monde, dont l'incipit est « Peut-on écrire sur ses parents ? » ,. Le livre répond à la question en racontant la vie de la mère de l'auteure et surtout de son père Jacques de Lacretelle, qui fut ami avec Marcel Proust, Paul Morand, Jean Cocteau ou encore François Mauriac, et qui fréquenta aussi André Gide, Jacques Février et Marie Laurencin. Elle obtient pour ce texte le prix de l'Essai de l'Académie française.

## Distinctions
- Tout un monde
  - Prix de l'Essai de l'Académie française, 2019
- Officier de la Légion d'honneur depuis le 14 juillet 2018 (chevalier le 26 juin 2002)[10]
- La Comtesse d'Albany
  - Médaille de vermeil du Prix d'Académie de l'Académie française, 2009